# Francesc Foscari
Francesc Foscari   (Venècia, 19 de juny de 1373 (Gregorià) - Venècia, 1 de novembre de 1457) va ser el 65è dux de la República de Venècia de 1423 a 1457. El seu regnat, el més llarg de tots els ducs de la història veneciana, va durar 34 anys, 6 mesos i 8 dies, i va coincidir amb el començament del Renaixement italià.
Francesc Foscari va néixer el 1373, com a fill gran de Niccolò Foscari i la seva dona Cateruzia Michiel. La família Foscari havia tingut només una importància moderada, però havia aconseguit convertir-se en una de les poques famílies nobles que van aconseguir un lloc hereditari al Gran Consell de Venècia després de l'anomenada Serrata ("Cloenda") del Gran Consell, i havia començat a augmentar amb protagonisme al llarg del segle xiv. Els avantpassats de Francesc van començar a ocupar un alt càrrec públic, i el seu pare Niccolò fins i tot es va convertir en membre del poderós Consell dels Deu.
Francesc va exercir en la República de Venècia en nombroses càrrecs oficials —com a ambaixador, president del Consell dels quaranta, membre del Consell dels Deu, inquisidor, procurador de Sant Marc, "avvogadore di comun" - abans que fos elegit el 1423 en derrotar a l'altre candidat, Pietro Loredan. La seva tasca com a dux era dirigir Venècia en una llarga i prolongada sèrie de guerres contra Milà, governada pels Visconti, que intentaven dominar tot el nord d'Itàlia. Malgrat la justificació del brodat venecià a la terra ferma que es va oferir en l'oració funeraria de Foscari, lliurada pel senador i historiador humanista Bernardo Giustiniani, i algunes victòries, la guerra va ser extremadament costosa per a Venècia, la font real de riquesa i poder del mar. Venècia, que durant el lideratge de Foscari va abandonar la seva aliada Florència, va ser superada finalment per les forces de Milà sota el lideratge de Francesc Sforza. Sforza aviat va fer pau amb Florència, però, deixant Venècia sola.
Foscari es va casar dues vegades: primer amb Maria Priuli, i després el 1415 amb Marina Nani. El 1445, el seu únic fill supervivent, Jacopo, va ser jutjat pel Consell dels Deu per acusació de suborn i corrupció i exiliat de la ciutat. Dos processos posteriors, el 1450 i el 1456, van comportar l'empresonament de Jacopo a Creta i la seva eventual mort.
La notícia de la mort de Jacopo va fer que Foscari es retirés de les seves funcions governamentals i, a l'octubre de 1457, el Consell dels Deu el va obligar a abdicar. Tanmateix, la seva mort, una setmana després, va provocar un clam tan públic que li van fer un funeral d'estat.

## En literatura i l'òpera
La vida de Foscari va ser objecte d'una obra de teatre "The Two Foscari" de Lord Byron (1821) i d'un episodi al llarg poema de Samuel Rogers Itàlia. L'obra de Byron va servir de base per al llibret escrit per Francesco Maria Piave per a l'òpera I due Foscari de Giuseppe Verdi, que es va estrenar el 3 de novembre de 1844 a Roma. Mary Russell Mitford, autora dels populars esbossos literaris del camp anglès titulats "Our Village", també va escriure una obra teatral d'èxit relacionada amb esdeveniments de la vida de Foscari. L'obra de Mitford es va estrenar al Covent Garden el 1826 amb el famós actor Charles Kemble al capdavant.